# Río Belelle
El río Belelle es un río del noroeste de la península ibérica que discurre por la provincia de La Coruña, Galicia, España. Nace en el barranco de la Cernada en San Martiño de Goente, en el municipio de Puentes de García Rodríguez.

## Curso
Discurre por los municipios de Puentes de García Rodríguez, Capela, Fene y Neda, donde desemboca en la ría de Ferrol. Da cobijo a distintas zonas de gran riqueza paisajística y ecológica. Es conocido por su cascada (en gallego fervenza) de más de 40 metros, y también por su idoneidad para la pesca de la trucha.

## Historia
Históricamente, el río Belelle es de gran importancia económica por dar luz (energía hidroeléctrica), blancura (lavado de las velas de los buques), agua (abastecimiento de agua a Ferrol y otras parroquias) y pan (la industria molinera y panadera) a los habitantes de la ría ferrolana.
A principios de siglo XX se realizaron importantes estudios sobre la transmisión de energía eléctrica desde “A Fervenza del Belelle” hasta la ciudad de Ferrol, materializándose en la construcción de una central hidroeléctrica en el monte Marraxon (Neda).
En el siglo XVIII las aguas del Belelle eran consideradas las mejores del país para el blanqueo del velamen de los buques, ya que una vez lavadas en estas aguas tenían mayor duración y blancura. En 1916 el médico Santiago de la Iglesia, tras realizar unos análisis bacteriológicos, recomendó sus aguas para la salud, por ser extremadamente puras y con presencia de hongos beneficiosos del género penicillium.
En el año 1885 se inició el proyecto del suministro de agua a Ferrol que se inaugura en 1920, aprovechando los puentes del ferrocarril Betanzos-Ferrol (inaugurado en 1813), el de la Faísca (que cruza la ría ferrolana) y el de las Cabras.
Los molinos harineros del Belelle junto con sus aguas, proporcionaron las materias primas fundamentales para la elaboración del conocido Pan de Neda (con registro de Marca de Calidad). La primera referencia histórica de la calidad de este pan se debe a la prohibición de que las panaderas de Neda vendan su pan dentro del astillero y el arsenal de Ferrol lo que provoca la primera huelga industrial protagonizada por las maestranzas vasca, cántabra y gallega los días 4 y 5 de junio de 1752.

## Etimología
El origen del nombre podría estar en el latín (uilla) Bellelli, forma en genitivo de Bellellus, antropónimo de origen latino, referido al nombre del antiguo posesor de una uilla ('expotación agraria'). Tal uilla agraria estaría próxima al río y le habría dado el nombre. Sin embargo también podría estar relacionado con el dios celta Belenos, que está presente en otros topónimos de la Europa céltica, y en este caso al ser Belenos el dios del sol y la luz, haría referencia a la caridad de las aguas del río, tópico frecuente en el lugar, por utilizarse las aguas del río para limpiar las velas de los barcos y las ropas, o bien por la luminosidad de la cascada del río en las épocas estivales.